# Leptodactylus hallowelli
Leptodactylus hallowelli és una espècie de granota que viu a Colòmbia.